# Simon Napier-Bell
Simon Robert Napier-Bell, född 22 april 1939 i London, är en brittisk låtskrivare och manager. Han har mest blivit känd för att ha varit manager åt The Yardbirds, John's Children, Marc Bolan, Japan och Wham!.
Napier-Bell, som fick en typisk engelsk public school-utbildning, spelade musik redan i skolan och kom senare att skriva låtar åt Dusty Springfield. Han efterträdde Giorgio Gomelsky som Yardbirds manager. Han tillbringade några år under 1970-talet i Sydamerika och Spanien men var 1976 tillbaka i London och blev i början av 1980-talet manager åt Wham!. På äldre dagar har Napier-Bell skrivit ett antal böcker, bland annat om sina erfarenheter i musikbranschen, och han vistas numera mest i Thailand. 